# Robert Corydon
Robert Peter Jes Corydon (15. maj 1924 i København – 21. august 1984) var en dansk forfatter.  Han blev født i København og flyttede som femårig med sine forældre til et husmandssted ved Frederikssund. Hans mor havde blik for sønnens kunstneriske evner.
Corydon er en af Danmarks ”stille-eksisterende forfattere” og blev i sin samtid kritiseret for at mangle politisk og socialt engagement. 
Hans kendteste digt ”Marine” er fra hansdigtsamlingen ”landskab med huse”, som udkom i 1953.